# Muhsin Hendricks
Muhsin Hendricks   (Ciutat del Cap, juny 1967 - Bethelsdorp, 15 de febrer de 2025) va ser un imam sud-africà, erudit islàmic i activista LGBT. Va participar en diversos grups de suport dels musulmans LGBT i va ser un defensor d'una major acceptació de les persones LGBT dins de l'islam. Després d'haver sortit de l'armari el 1996, va ser considerat com el primer imam obertament gai del món. Hendricks va morir assassinat el febrer de 2025 a Bethelsdorp.

## Biografia
Hendricks va néixer a Ciutat del Cap el juny de 1967 i va créixer en una llar musulmana tradicional. El seu avi era un clergue islàmic i va estudiar a la Universitat d'Estudis Islàmics del Pakistan. Va explicar que els seus avantpassats eren una barreja d'origen indonesi i indi, que van ser portats a Ciutat del Cap com a esclaus pels colonialistes neerlandesos.
Es va casar amb una dona l'any 1991 i va tenir fills amb ella abans de divorciar-se'n el 1996 i declarar-se gai aquell mateix any. En aquella època exercia com a imam, impartint ensenyaments a les mesquites i a la madrassa, i va ser acomiadat per la seva orientació sexual. Tot i que el seu pare li va donar suport, la seva mare estava commocionada. Ell i la seva mare es van reconciliar després de passar deu dies vivint amb Hendricks i la seva parella, i els dos van mantenir una estreta relació fins a la seva mort.

### Activisme
El 1996 Hendricks va fundar Inner Circle, una xarxa de suport que ajuda els gais musulmans a acceptar la seva orientació sexual i a acompanyar la seva fe religiosa. A partir de 1998, Hendricks va oferir oracions, assessorament i cerimònies de matrimoni entre persones del mateix sexe. Inner Circle va ser reanomenada més endavant com a Fundació Al-Fitrah.
Hendricks considerava, en oposició a l'islam hegemònic, que no hi ha res a l'Alcorà que condemni l'homosexualitat, i va interpretar la història de Sòdoma i Gomorra com una condemna de la violació, en lloc de l'homosexualitat. Això s'oposa a les opinions religioses dominants, que utilitzen aquesta llegenda per a condemnar el comportament homosexual. El Consell Judicial Musulmà sunnita va condemnar Hendricks el 2007 i després va emetre una fàtua contra els gais.
El 2011 Hendricks va fundar Masjidul Ghurbaah a Sud-àfrica, una mesquita que pertany a la Fundació Al-Ghurbaah. El 2019 Hendricks va viatjar a Kenya per a defensar els drets LGBTQ. L'any 2022, va organitzar cursos de formació multireligiosa per a la Global Interfaith Network. Hendricks va aparèixer al documental de 2007 A jihad for love, i el 2022 va ser el tema de The radical, una pel·lícula documental alemanya.

### Atemptat
Hendricks va rebre un tret mortal el 15 de febrer de 2025 a la ciutat de Bethelsdorp, a la província de Cap Oriental, després d'oficiar un casament lèsbic a Gqeberha. Tenia 57 anys. Hendricks estava al seient del darrere d'un cotxe quan un Toyota Hilux els va bloquejar el pas abans que dos pistolers emmascarats obrissin foc. Les imatges de les càmeres de seguretat van mostrar els agressors fugint del lloc dels fets.
L'Associació Internacional de Lesbianes, Gais, Bisexuals, Trans i Intersexuals (ILGA) va denunciar l'assassinat de Hendricks i va demanar a les autoritats que investiguessin el possible crim d'odi.